# セント・フェーガンス城
セント・フェーガンス城（セント・フェーガンスじょう、ウェールズ語: Castell Sain Ffagan）は16世紀初頭よりウェールズのカーディフ市セント・フェーガンスにあるエリザベス様式の大邸宅である。邸宅と中世の要塞遺構はウェールズの第1級指定建築物である。現在、セント・フェーガンス城の敷地はセント・フェーガンス国立歴史博物館も含まれている。

## 歴史
中世の城は13世紀よりも前にこの場所に存在していたと思われる。1536年まではここは荒廃状態であった。1563年までにこの場所はジョン・ギボン博士（Dr. John Gibbon）に売却された。新しい邸宅はギボン博士、もしくは1586年にギボン博士からこの場所を買い取ったニコラス・ハーバート（Nicholas Herbert）のどちらかの手により建てられたと考えられている。D字型をした境界線のある要塞部分は現在の邸宅の周辺にある壁の状態で残されている。
ケアフィリのザ・ヴァン地区（The Van）のエドワード・ルイス卿（Sir Edward Lewis）が1616年に邸宅を購入し、1616年、およびウィンザー・クライヴ一族（Windsor-Clive family）推奨の夏の別荘として使用されるようになった1850年以降に部分的な内装が行われた。1905年よりプリマス伯爵の地位に昇格した。ウィンザー卿の所有権は第13代ウィンザー卿夫人であるハリエット・ウィンザー＝クライヴへの譲渡が行われた1833年に生じた。それから第13代ウィンザー卿夫人は数十年間に渡る修復を実行した 。庭園にあるひと続きのテラスは1865年から1866年にかけてウィンザー・クライヴ一族のために創造され、20世紀初頭に拡張された。邸宅は第一次世界大戦の間、40床の病室を備える宴会場がある病後療養所となった。
1947年、一族はウェールズ行政府が出資する団体であるウェールズ博物館に不動産権を譲渡した。
敷地内には旧ウェールズ民族博物館（The farmer Welsh Folk Museum）とセント・フェーガンス国立歴史博物館が併設されている。
この城は1977年から第1級指定建築物に指定されたことにより、法令によって評価、および保護されている。中庭にある鉛の貯水槽は第2*級指定建築物に指定されている。多くの庭園建築物は初期の主流を成す第2級指定建築物の立場にある。

## ギャラリー

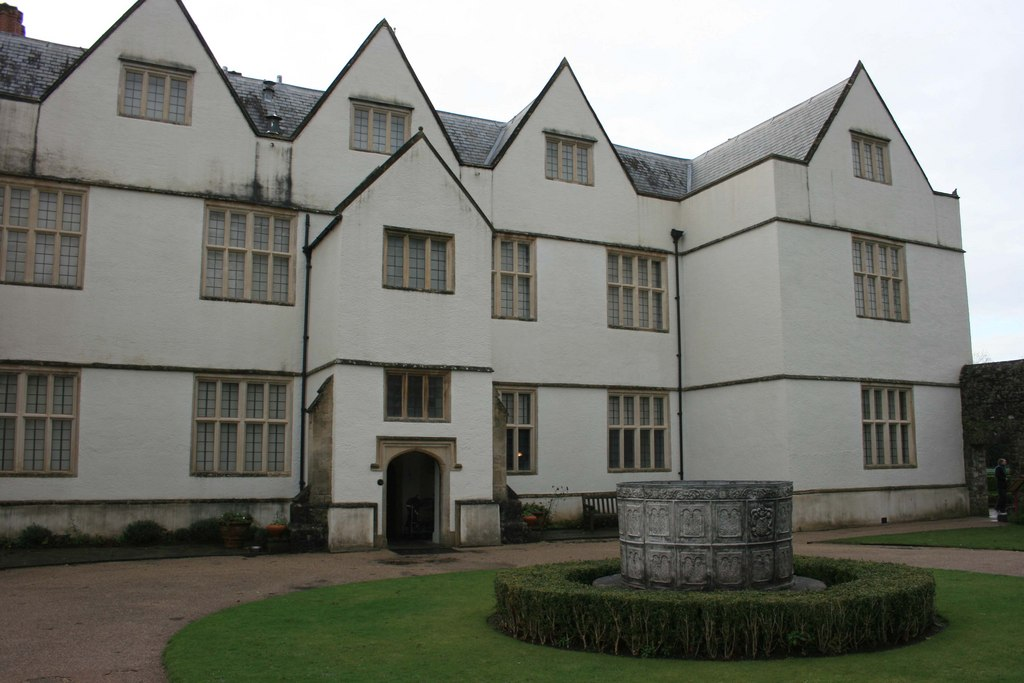
中庭と鉛の貯水槽
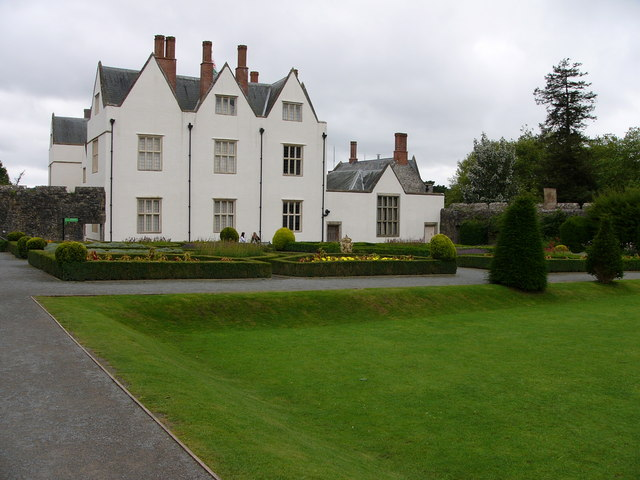
北側のファサードと庭園
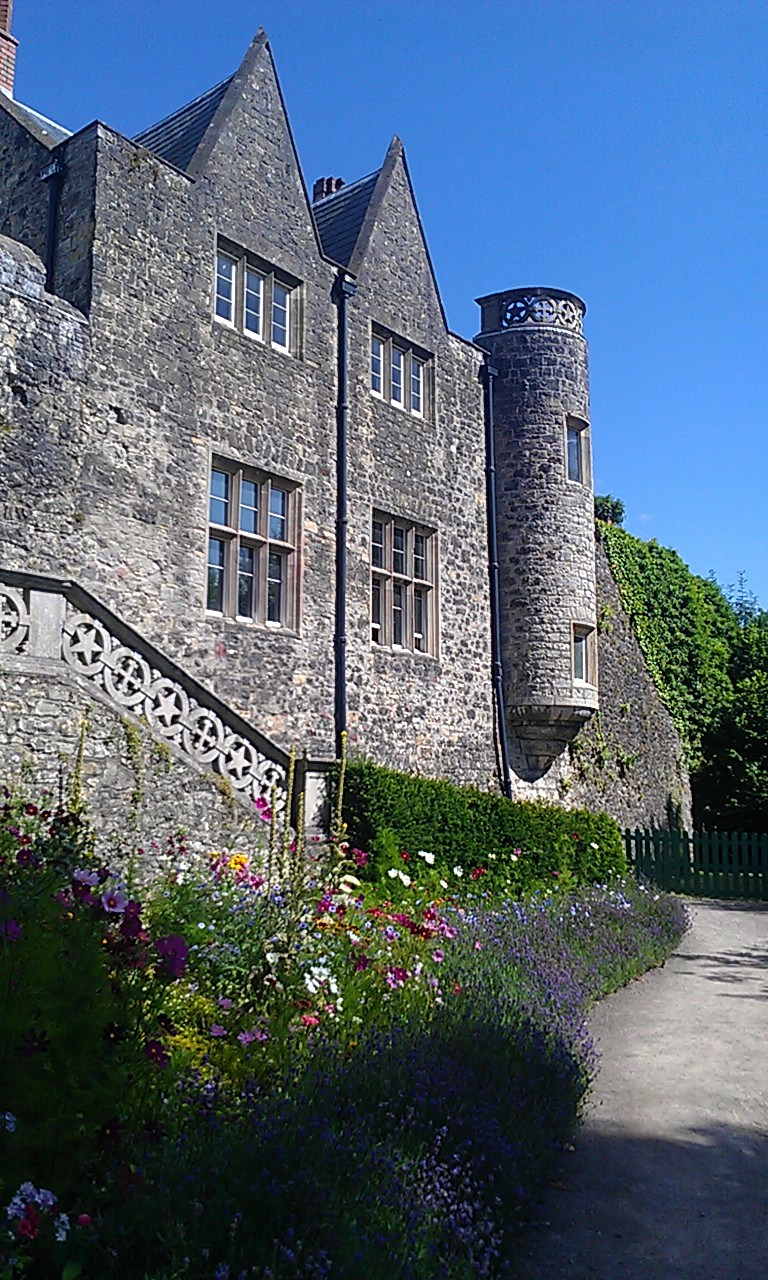
南側の壁
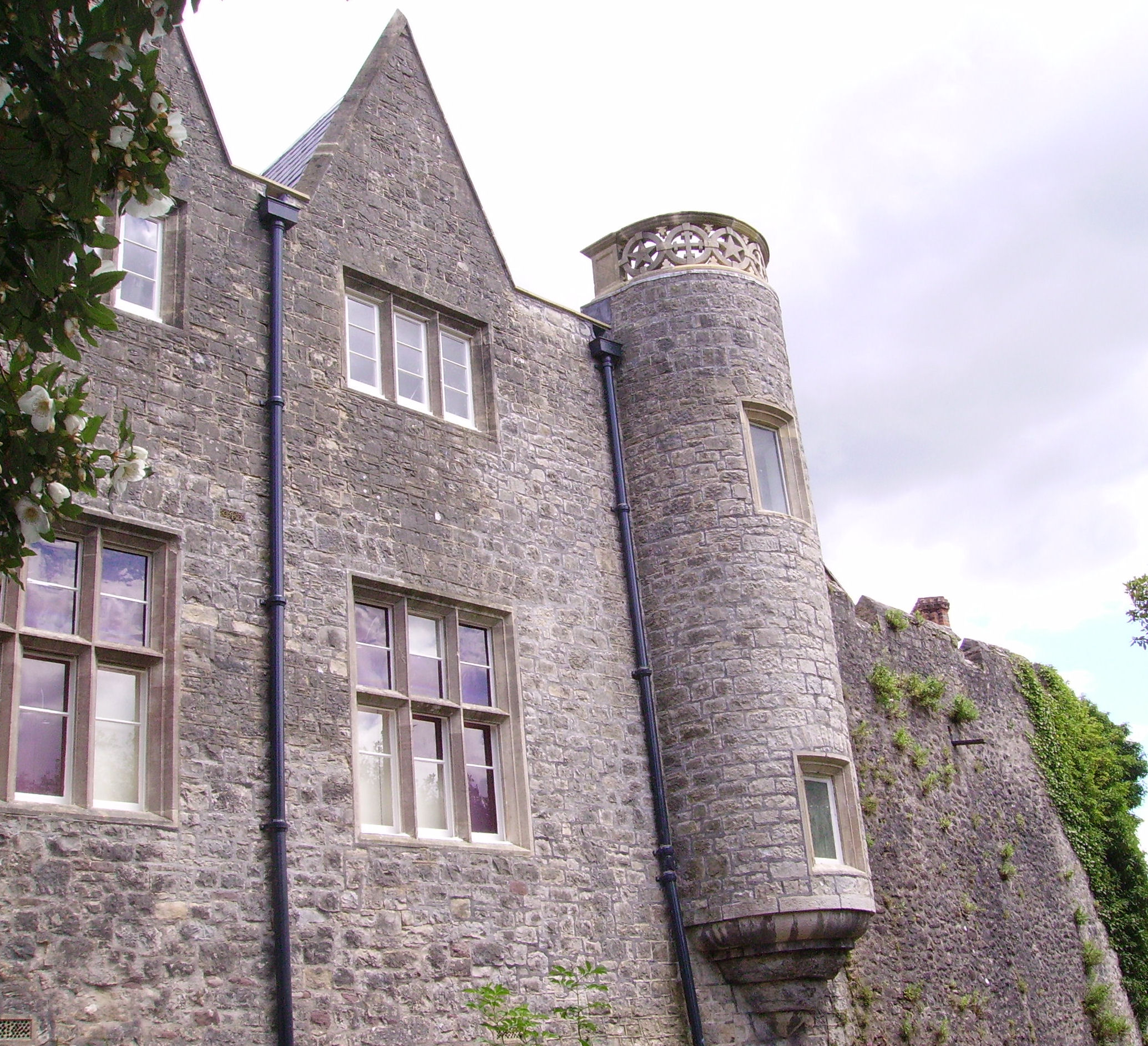
南壁部分と古い要塞
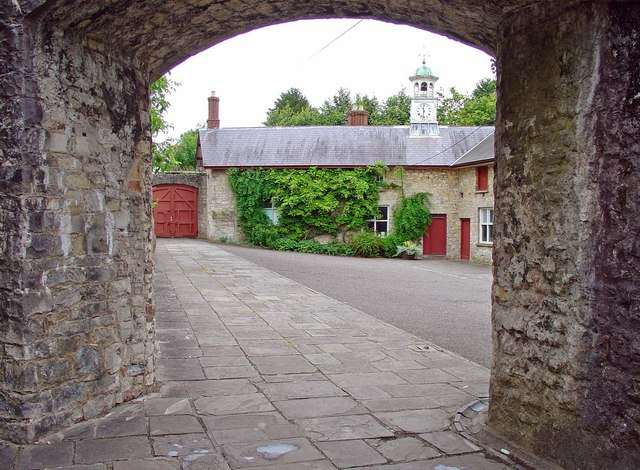
厩舎
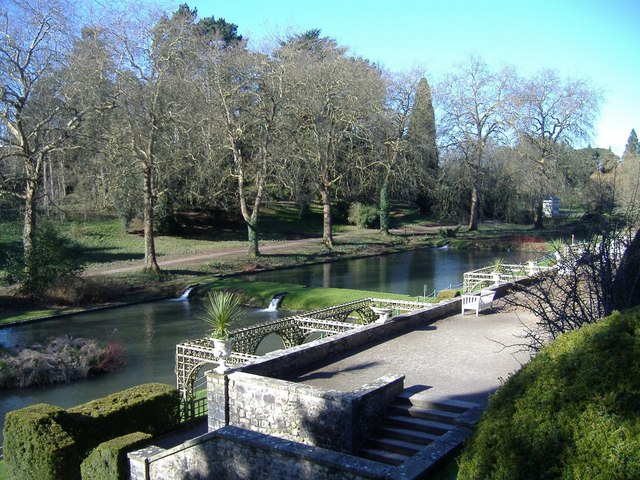
庭園と中世の池